# Kilelér
Kileler (en grec : Κιλελέρ) est un dème situé dans la périphérie de Thessalie en Grèce. Le dème actuel est issu de la fusion en 2011 entre les dèmes de Kileler, d'Arménio, de Krannonas, Nikaia et de Platýkambos.